# René Lobello
René Lobello, né le 5 mai 1963 à Chambéry (Savoie), est un footballeur français devenu entraîneur.

## Biographie
Après sa carrière de joueur, René Lobello devient entraîneur dans plusieurs pays du golfe Persique, en Afrique du Nord, mais également en Suisse. 
Rentré en France, il travaillera à Metz ainsi qu'à Sochaux avant de suivre Francis Gillot à Bordeaux puis à Shanghaï,.
Nouvel entraîneur adjoint de Christophe Galtier, qui souhaite étoffer son staff, à l'AS Saint-Étienne en juin 2016, il quitte le club forézien un an plus tard à la suite du départ de l'entraîneur.
Il rejoint en août 2017 le club chinois de Liaoning Whowin Football Club évoluant en Superleague chinoise, l'équivalent de la Ligue 1 en France. À la suite des mauvais résultats de ce dernier, la Direction du club chinois décide de mettre fin à leur collaboration mutuelle.
Il rebondit en juin 2018 en s'installant le banc du Tours FC, tout juste relégué en National 1. À 55 ans, le Chambérien connaît ainsi sa première expérience d'entraîneur principal en France. Les Bleus ne marquent que sept buts en dix-sept matches sous son égide. Il est finalement limogé le 23 décembre 2018.

## Parcours

### Joueur
- 1968-1978 :  USAM Toulon
- 1978-1980 :  FC Mulhouse
- 1980-1981 :  Paris SG (réserve)
- 1981-1982 :  Entente de Montceau
- 1982-1983 :  US La Seyne
- 1983-1984 :  FC Mulhouse
- 1984-1986 :  FC Carpentras
- 1986-1989 :  AS Porto Vecchio

### Entraîneur
- 1989-1996 :  Conseiller technique départemental du Var à la FFF
- 1996-1997 :  Al-Shabab Riyad (adjoint)
- 1997 :  Al Wehda Club (adjoint)
- 1998 :  An-Nasr Riyad (adjoint)
- 1998-1999 :  ES Sahel (adjoint)
- 1999-2002 :  FC Sochaux (adjoint de Jean Fernandez)
- 2002-2003 :  FC Metz (adjoint de Jean Fernandez)
- 2003-janv. 2004 :  ES Sahel (entraîneur)
- fév. 2004-2005 :  Neuchâtel Xamax (entraîneur - manager général)
- 2005-2006 :  BSC Young Boys (adjoint de Gernot Rohr)
- 2006-2007 :  USM Alger (entraîneur)
- janv. 2008-2011 :  FC Sochaux (adjoint de Francis Gillot)
- 2011-2015 :  Girondins de Bordeaux (adjoint de Francis Gillot)
- 2015-2016 :  Shanghaï Greenland (assistant adjoint de Francis Gillot)[1]
- 2016-2017 :  AS Saint-Etienne (adjoint de Christophe Galtier)
- Aout 2017-Septembre 2017 :  Liaoning Whowin (entraîneur)
- 2018-déc. 2018 :  Tours FC (entraineur)
- 2020-2022 :  AS Porto Vecchio (entraîneur)

## Palmarès

### Entraîneur adjoint
An-Nasr Riyad
- Vainqueur de la Coupe des coupes d'Asie en 1998 ;

 FC Sochaux
- Champion de France de D2 en 2001 ;

 Girondins de Bordeaux
- Vainqueur de la Coupe de France en 2013.

### Entraîneur
ES Sahel
- Vainqueur de la Coupe des coupes d'Afrique en 2003.